# NGC 5942
NGC 5942 este o liner situată în constelația Șarpele. A fost descoperită în 19 aprilie 1887 de către Lewis A. Swift.